# Juice=Juice
Pour les articles homonymes, voir Juice.
Juice=Juice est un groupe féminin de J-pop dans le cadre du Hello! Project, créé en 2013 par Tsunku et composé d'idoles japonaises,,. Le nom du groupe est une référence à la fraîcheur du pur jus de fruit, et chaque membre se voit attribuer une couleur associée à un fruit.

## Histoire
Le groupe est créé en février 2013 par le producteur Tsunku. Il est au départ composé de cinq débutantes du Hello! Pro Kenshūsei, (dont Karin Miyamoto qui avait cependant déjà participé en 2009 au groupe temporaire Shin Mini Moni) et d'une de l'agence affiliée Up-Front Agency (Yuka Miyazaki, qui avait déjà participé en 2012 au groupe temporaire Green Fields du H!P) ; Tsunku avertit cependant que l'effectif pourrait être modifié par la suite.
Le groupe commence à sortir dès le mois suivant des singles "en indépendant" sur un label d'Up-Front Works, en attendant de faire ses débuts en "major".

Ancien logo du groupe (2013-2014)

Le 13 juin 2013, lors d'une rencontre avec le public (event), il est annoncé que le groupe débutera en "major" avec un nouveau single, Romance no Tochū, et que ses deux membres les plus âgées, Yuka Miyazaki et Tomoko Kanazawa, en sont nommées respectivement leader et sub-leader. Le groupe change peu après de label et se produit désormais sous le label hachama. Le 5 juillet, en raison des problèmes contractuels avec sa famille, l'un des membres, Aina Otsuka, quitte le H!P et le groupe, qui continue alors en quintet. Par conséquent, le single major devient un triple face-A et se nomme Romance no Tochū / Watashi ga Iu Mae ni Dakishimenakya ne (Memorial Edit) / Samidare Bijo ga Samidareru (Memorial Edit) et sort en septembre 2013. Un premier livre de photos intitulé Juice=Juice 1st OFFICIAL PHOTO BOOK est publié le 27 février 2014. Le livre suit l’histoire et l’évolution du groupe d’idoles depuis sa création jusqu’à son 1er anniversaire.
Par ailleurs, Aina Otsuka, ex-membre de Juice=Juice, annonce en avril 2014 sur son blog son souhait reprendre ses activités dans l’industrie du divertissement. Otsuka a participé à une émission sur une radio-web : elle a expliqué être nerveuse de chanter en public après dix mois d’inactivité mais qu’elle y avait pris du plaisir. Elle souhaite chanter à nouveau. Otsuka veut essayer faire son retour étape par étape. Elle a précisé sur son blog qu’elle avait la permission de ses parents cette fois.
La tournée de concerts Juice Juice 1st Live Tour 2014 News News ~Kakuchi Yori Otodake Shimasu!~ (Juice Juice 1stライブツアー2014 News News ～各地よりお届けします！～) aura lien entre juin et août 2014. Aussi, les membres du groupe interprètent les rôles principaux dans la comédie musicale Musical Koi Suru Hello Kitty (ミュージカル 恋するハローキティ) ; la comédie musicale fait partie de la série Gekidan Gekiharo et est jouée en novembre 2014 au Kinokunya Southern Theater. Par ailleurs le groupe interprète quelques chansons de la comédie musicale et sort en mini album le 14 novembre 2014.
L'année suivante, le 5e single major Wonderful World / Ça va ? Ça va ? devient le premier disque du groupe à se classer no 1 des ventes de l'Oricon en avril 2015. Pour couronner le tout, le groupe annonce en juin suivant sortir son tout premier album studio en juillet 2015 regroupant les six premiers singles major et de nouvelles chansons du groupe depuis ses débuts en 2013.
Les Juice=Juice ont donné des concerts à Taipei (en Taïwan) et Hong Kong en octobre 2015. Ces événements sont leurs premiers concerts à l’étranger.
Le 1er photobook d'Akari Uemura, intitulé Akari, a été publié en octobre 2015. Les séances photos ont été réalisées à Guam.
Les filles interprètent les rôles principaux dans le drama Budokan (武道館) diffusé sur Fuji TV à partir de février 2016 ; ce dernier est produit par Tsunku♂. L'histoire est celle d'un groupe d'idoles fictif nommé Next You luttant pour se produire au Nippon Budokan. Mari Yaguchi, ancienne membre de Morning Musume, a également participé au drama.
Sous le nom de Next You, elles ont sorti le single Next is you! / Karada Dake ga Otona ni Nattan Janai en février 2016.
Le 3e photobook de Karin Miyamoto Sunflower sera publié en octobre 2016.
Le concert Juice=Juice Live Mission Final aura lieu au Nippon Budokan en novembre 2016 ; cet événement célèbre le 220e et dernier live de ce projet. Il s'agit également du premier concert du groupe au Nippon Budokan.
Début juin 2017 une tournée mondiale du groupe est annoncée avec, notamment, un concert en France. Il s'agit du deuxième groupe (après les °C-ute) à faire plusieurs concerts en dehors du Japon sans passer par des conventions. Alors que la formation était stable depuis plusieurs années, l'arrivée de deux nouveaux membres est annoncée le 26 juin 2017 : Nanami Yanagawa, membre en parallèle du groupe affilié Country Girls qui ralentit désormais ses activités, et Ruru Danbara, une Hello! Pro Kenshūsei assez populaire chez les fans ; elles débutent avec le groupe lors du premier concert estivale du Hello! Project,.
Le 25 juillet 2017, il est annoncé que Karin Miyamoto, chanteuse principale et membre central du groupe, est mise en repos après avoir été diagnostiqué d'une dysphonie fonctionnelle. Elle annonce publiquement être guérie le 29 août suivant.
En juin 2018 est annoncé que Manaka Inaba, qui avait dû quitter Country Girls en 2016 pour des problèmes de santé, reprenait ses activités artistiques et était intégrée à Juice=Juice.
Le 10 février 2020, Karin Miyamoto a annoncé son futur départ du groupe et du Hello!  Project, dans le souhait de se produire en tant que artiste soliste et de s'ouvrir à d'autres activités en dehors de l'industrie du divertissement. Elle envisageait son diplôme depuis l'automne 2018. Sa remise des diplômes aura lieu à la fin de la tournée printanière du groupe Juice=Juice CONCERT TOUR 2020 Spring, soit le 3 juin 2020, et elle devrait commencer des activités solo à l'automne suivant.
La sub-leader Sayuki Takagi annonce sa décision de quitter Juice=Juice et le Hello!  Project, le 12 février 2021, à la suite de son apparition sur le tabloïd Bunshun révélant sa relation avec l'auteur-compositeur-interprète Yūri. Dans sa déclaration, elle s'est excusée pour la décision soudaine, aux fans et au personnel, et a demandé aux fans de continuer à soutenir le groupe.
C'est ensuite au tour d'un autre membre d'origine, Tomoko Kanazawa, de quitter le groupe et le H!P en octobre 2021, afin de consacrer à ses problèmes de santé, notamment suivre un traitement contre son endométriose.

## Membres
| Nom             | Kanji           | Date de Naissance | Age             | Génération           | Couleur         | Fruit           | Notes |
| Membres actuels | Membres actuels | Membres actuels   | Membres actuels | Membres actuels      | Membres actuels | Membres actuels | Membres actuels                                                                                          |
| --------------- | --------------- | ----------------- | --------------- | -------------------- | --------------- | --------------- | --- |
| Ruru Dambara    | 段原瑠々        | 7 mai 2001        | 24 ans          | 2e (26 juin 2017)    | Orange          | Orange          | Leader (2024-), Sub-leader (2021-2024)                                                                   |
| Yume Kudo       | 工藤由愛        | 28 septembre 2004 | 20 ans          | 4e (14 juin 2019)    | Rose            | Pêche           | Autre couleur : Rose claire (2019-2022)                                                                  |
| Riai Matsunaga  | 松永里愛        | 7 juillet 2005    | 19 ans          | 4e (14 juin 2019)    | Bleu            | /               | |
| Rei Inoue       | 井上玲音        | 17 juillet 2001   | 23 ans          | 5e (1er avril 2020)  | Blanc           | /               | Sub Leader (2024-), Ex-membre de Kobushi Factory, commence ses activités avec Juice=Juice le 4 juin 2020 |
| Ichika Arisawa  | 有澤一華        | 23 décembre 2003  | 21 ans          | 6e (7 juillet 2021)  | Bleu Claire     | /               | |
| Risa Irie       | 入江里咲        | 18 octobre 2005   | 19 ans          | 6e (7 juillet 2021)  | Mauve Claire    | /               | |
| Kisaki Ebata    | 江端妃咲        | 30 janvier 2007   | 18 ans          | 6e (7 juillet 2021)  | Jaune Foncé     | Citron          | |
| Sakura Ishiyama | 石山咲良        | 22 février 2004   | 21 ans          | 7e (29 juin 2022)    | Violet          | Raisin          | |
| Endo Akari      | 遠藤彩加里      | 26 avril 2008     | 17 ans          | 7e (29 juin 2022)    | Menthe          | /               | |
| Mifu Kawashima  | 川嶋美楓        | 13 décembre 2007  | 17 ans          | 8e (23 mai 2023)     | Rouge pure      | Pomme           | |
| Niina Hayashi   | 林仁愛          | 10 juin 2011      | 14 ans          | 9e (25 juin 2025)    | Vert            | /               | Commence ses activités avec Juice=Juice en septembre 2025                                                |
| Anciens membres |                 |                   |                 |                      |                 |                 | |
| Aina Otsuka     | 大塚愛菜        | 3 avril 1998      | 27 ans          | 1re (3 février 2013) | Orange          | Orange          | Diplômée le 5 juillet 2013                                                                               |
| Yuka Miyazaki   | 宮崎由加        | 2 avril 1994      | 31 ans          | 1re (3 février 2013) | Rose            | Pêche           | Diplômée le 17 juin 2019, Leader (2013-2019)                                                             |
| Karin Miyamoto  | 宮本佳林        | 1er décembre 1998 | 26 ans          | 1re (3 février 2013) | Violet          | Raisin          | Diplômée le 10 décembre 2020                                                                             |
| Sayuki Takagi   | 高木紗友希      | 21 avril 1997     | 28 ans          | 1re (3 février 2013) | Jaune           | Citron          | Diplômée le 12 février 2021, Sub-leader (2019-2021)                                                      |
| Tomoko Kanazawa | 金澤朋子        | 2 juillet 1995    | 29 ans          | 1re (3 février 2013) | Rouge           | Pomme           | Diplômée le 24 novembre 2021, Sub-leader (2013-2019), Leader (2019-2021)                                 |
| Akari Uemura    | 植村あかり      | 30 décembre 1998  | 26 ans          | 1re (3 février 2013) | Vert            | Melon           | Diplômée le 14 juin 2024, Leader (2021-2024)                                                             |
| Nanami Yanagawa | 梁川奈々美      | 6 janvier 2002    | 23 ans          | 2e (26 juin 2017)    | Bleu            | /               | Diplômée le 11 mars 2019, Ex-membre de Country Girls                                                     |
| Manaka Inaba    | 稲場愛香        | 27 décembre 1997  | 27 ans          | 3e (13 juin 2018)    | Rose Foncé      | /               | Diplômée le 30 mai 2022, Ex-membre de Country Girls, Sub-leader (2021-2022)                              |

### Formations
- 3 février 2013 - 5 juillet 2013 : Yuka Miyazaki, Tomoko Kanazawa, Sayuki Takagi, Aina Otsuka, Karin Miyamoto, Akari Uemura
- 6 juillet 2013 - 25 juin 2017 : Miyazaki, Kanazawa, Takagi, Miyamoto, Uemura
- 26 juin 2017 - 12 juin 2018 : Miyazaki, Kanazawa, Takagi, Miyamoto, Uemura, Ruru Dambara, Nanami Yanagawa
- 13 juin 2018 - 11 mars 2019 : Miyazaki, Kanazawa, Takagi, Miyamoto, Uemura, Dambara, Yanagawa, Manaka Inaba
- 12 mars 2019 - 13 juin 2019 : Miyazaki, Kanazawa, Takagi, Miyamoto, Uemura, Dambara, Inaba
- 14 juin 2019 - 17 juin 2019 : Miyazaki, Kanazawa, Takagi, Miyamoto, Uemura, Dambara, Inaba, Yume Kudo, Riai Matsunaga
- 18 juin 2019 - 31 mars 2020 : Kanazawa, Takagi, Miyamoto, Uemura, Dambara, Inaba, Kudo, Matsunaga
- 1 avril 2020 - 10 décembre 2020 : Kanazawa, Takagi, Miyamoto, Uemura, Dambara, Inaba, Kudo, Matsunaga, Rei Inoue
- 11 décembre 2020 - 12 février 2021 : Kanazawa, Takagi, Uemura, Dambara, Inaba, Kudo, Matsunaga, Inoue
- 13 février 2021 - 6 juillet 2021 : Kanazawa, Uemura, Dambara, Inaba, Kudo, Matsunaga, Inoue
- 7 juillet 2021 - 24 novembre 2021 : Kanazawa, Uemura, Dambara, Inaba, Kudo, Matsunaga, Inoue, Ichika Arisawa, Risa Irie, Kisaki Ebata
- 25 novembre 2021 - 30 mai 2022 : Uemura, Dambara, Inaba, Kudo, Matsunaga, Inoue, Arisawa, Irie, Ebata
- 31 mai 2022 - 28 juin 2022 : Uemura, Dambara, Kudo, Matsunaga, Inoue, Arisawa, Irie, Ebata
- 29 juin 2022 - 22 mai 2023 : Uemura, Dambara, Kudo, Matsunaga, Inoue, Arisawa, Irie, Ebata, Sakura Ishiyama, Akari Endo
- 23 mai 2023 - 14 juin 2024 : Uemura, Dambara, Kudo, Matsunaga, Inoue, Arisawa, Irie, Ebata, Ishiyama, Endo, Mifu Kawashima
- 15 juin 2024 - 22 juin 2025: Dambara, Kudo, Matsunaga, Inoue, Arisawa, Irie, Ebata, Ishiyama, Endo, Kawashima
- 23 juin 2025 - : Dambara, Kudo, Matsunaga, Inoue, Arisawa, Irie, Ebata, Ishiyama, Endo, Kawashima, Niina Hayashi

## Discographie

### Albums
Albums studio
1. 15 juillet 2015 : First Squeeze!
2. 1er août 2018 : Juice=Juice #2 -¡Una más!-
3. 20 avril 2022 : terzo

Mini album
1. 14 novembre 2014 : Engeki Joshi-bu Musical "Koi Suru Hello Kitty" Original Mini-Album

Best album
1. 11 octobre 2014 : Juicetory

### Singles
Singles indés
1. 31 mars 2013 : Watashi ga Iu Mae ni Dakishimenakya ne
2. 5 mai 2013 : Samidare Bijo ga Samidareru (dernier single avec Aina Otsuka)
3. 8 juin 2013 : Ten Made Nobore! (Hello! Pro Kenshūsei feat. Juice=Juice)

Singles majors
1. 11 septembre 2013 : Romance no Tochū / Watashi ga Iu Mae ni Dakishimenakya ne (Memorial Edit) / Samidare Bijo ga Samidareru (Memorial Edit)
2. 4 décembre 2013 : Ijiwaru Shinaide Dakishimete yo / Hajimete wo Keikenchū
3. 19 mars 2014 : Hadaka no Hadaka no Hadaka no KISS / Are Kore Shitai!
4. 30 juillet 2014 : Black Butterfly / Kaze ni Fukarete
5. 1er octobre 2014 : Senobi / Date Ja Nai yo Uchi no Jinsei wa
6. 8 avril 2015 : Wonderful World / Ça va ? Ça va ?
7. 3 février 2016 : Next is you! / Karada Dake ga Otona ni Nattan Janai
8. 26 octobre 2016 : Dream Road ~Kokoro ga Odoridashiteru~ / Keep On Joshō Shikō!! / Ashita Yarō wa Bakayarō
9. 26 avril 2017 : Jidanda Dance / Feel! Kanjiru yo
10. 18 avril 2018 : Sexy Sexy / Naite Ii yo / Vivid Midnight  (1er single avec la 2e génération Ruru Danbara, Nanami Yanagawa)
11. 13 février 2019 : Bitansan / Potsuri to / Good bye & Good luck!  (1er single avec la 3e génération Manaka Inaba ; dernier single avec Nanami Yanagawa)
12. 5 juin 2019 : "Hitori de Ikirare Sō" tte Sorettene, Homete Iru no? / 25sai Eien Setsu (dernier single avec Yuka Miyazaki)
13. 1er avril 2020 : Pop Music / Suki tte Itte yo (1er single avec la 4e génération Yume Kudo, Riai Matsunaga ; dernier single avec Sayuki Takagi, Karin Miyamoto))
14. 28 avril 2021 : DOWN TOWN / Ganbarenai yo (1er single avec la 5e génération Rei Inoue)
15. 22 décembre 2021 : Plastic Love / Familia / Future Smile  (1er single avec la 6e génération Ichika Arisawa, Risa Irie, Kisaki Ebata ; dernier single avec Tomoko Kanazawa)
16. 23 novembre 2022 : Zenbu Kakete GO!! / Eeny Meeny Miny Moe ~Koi no Rival Sengen~  (1er single avec la 7e génération Sakura Ishiyama, Akari Endo)
17. 12 juillet 2023 : Pride Bright / FUNKY FLUSHIN'
18. 15 mai 2024 : Tokyo Blur / Naimono Love / Oaiko (dernier single avec Akari Uemura)

Singles numérique
- 23 août 2017 : Fiesta! Fiesta! (avec Ruru Danbara et Nanami Yanagawa)

## Divers
Photobooks
- 27 février 2014 : Juice=Juice 1st OFFICIAL PHOTO BOOK
- 1er novembre 2016 : Juice=Juice LIVE MISSION 220 IN TAIPEI & HONG KONG 2015

Théâtre et comédie musicale
- 2014 : Koi Suru Hello Kitty

Drama
- 2016 : Budokan (武道館?)

## Récompenses et nominations

### Japan Record Awards
| Année | Artiste (ou autres) | Catégorie             | Résultat   |
| ----- | ------------------- | --------------------- | ---------- |
| 2013  | Juice=Juice         | New Artist Award      | Lauréat    |
| 2013  | Juice=Juice         | Best New Artist Award | Nomination |